# Каменский, Михаил Федотович
Граф (1797) Михаи́л Федо́тович Каме́нский (8 [19] мая 1738, Санкт-Петербург, Российская империя — 12 [24] августа 1809, Орёл, Российская империя) — полководец екатерининской эпохи, генерал-фельдмаршал, поклонник прусских военных порядков и Фридриха II. В 1806 году крайне неудачно действовал против французов. Пал от топора собственного крепостного. Отец полководцев Николая и Сергея Каменских. Сенатор (1806).

## Биография

### Ранние годы
Происходил из небогатого дворянского рода Каменских. Сын гоф-юнкера, служившего мундшенком при Петре I. Обучался в Сухопутном Шляхетском корпусе, и служа в нём, в 1751 году получил первое звание капрала; 1756 год — выпущен из сержантов в армию в чине поручика. Находясь в том же чине, в 1757 году получил назначение в артиллерию. В 1758 году произведён в капитаны.
В 1757—1759 годах служил волонтёром во французской армии. В 1759—1761 годах служил в Московской артиллерийской команде. В феврале 1762 года направлен в действующую армию, с марта генерал-квартирмейстер-лейтенант в корпусе генерал-аншефа Румянцева. Участник Семилетней войны.
После Семилетней войны командовал 1-м Московским пехотным полком, состоявшим в Финляндской дивизии генерал-аншефа Панина. В августе 1765 года был послан в Пруссию, в лагерь под Бреславлем, в качестве военного агента, для ознакомления с системой обучения прусских войск. Там был замечен лично Фридрихом II.
Как пишет Вигель, «из русских был он почти один, который в первой молодости находился в иностранной службе для приобретения опытности в военном искусстве».

### Военная карьера при Екатерине
В 1767 году получил чин бригадира, находясь на двадцать девятом году жизни. Когда началась русско-турецкая война, Каменский в чине генерал-майора командовал 4-й бригадой в 1-й армии князя Голицына. В 1769 году участвовал в занятии Хотина, 24 августа награждён орденом Святой Анны. В 1770 году командовал 1-й бригадой во 2-й русской армии под командованием графа Панина, участвовал в осаде Бендерской крепости, содействовал взятию Аккермана. 1 ноября награждён орденом Святого Георгия 3-й степени. В 1771 году был в отпуске и не принимал заметного участия в военных операциях.
В 1772 году начальствовал над войсками, расположенными в Малой Польше, для противодействия партизанским отрядам конфедератов, затем командовал отдельными отрядами в 1-й армии Румянцева. 17 июня 1773 года разбил турецкий корпус под Журжей. 16 сентября совершил нападение на турецкий лагерь под Турно, против малочисленного отряда Каменского турки выслали до 5 тысяч конницы, которая была успешно уничтожена русскими силами. В ноябре принял командование над корпусом, наблюдавшим левый берег Дуная от австрийской границы. За отличия получил чин генерал-поручика. 11 мая 1774 года занял Карасу; 11 мая — разбил турецкий отряд при Абтате; 2 июня — выбил из Базарджика 5-тысячный турецкий авангард; 9 июня — при Козлуджи, совместно с Суворовым, одержал победу над 40-тысячной турецкой армией, которой предводительствовал рейс-эфенди Хаджи-Абдул-Резак; 16 июня — при Ени-Базаре отбросил силы сераскира Дагистанлу-паши к Шумле; 19 июня — отразил вылазку противника из Шумлы; изолировал великого визиря Иззет-Мехмед-пашу в его лагере и принудил его к подписанию мирного договора, составленного графом Румянцевым. В 1775 году удостоен орденов Святого Георгия 2-й степени (10 июля) и Святого Александра Невского (27 августа).
По окончании войны получал различные назначения в войсках, последним из них было в Воронежскую дивизию. В 1779 году во время войны за Баварское наследство, Каменский был за границей в качестве военного агента и присутствовал при стычке у Егерндорфа в юге Силезии.

### Череда опал и милостей
В 1782—1785 годах — генерал-губернатор Тамбовского наместничества. На этом посту постоянно вступал в конфликт с местным дворянством. «Рассказывают, что, когда он был генерал-губернатором в Рязани, однажды впустили к нему с просьбою какую-то барыню в ту минуту, как он хлопотал около любимой суки и щенков её клал в полу своего сюртука, и будто, взбешенный за нарушение такого занятия, в бедную просительницу стал он кидать щенят» (Вигель).
В 1784 году получил чин генерал-аншефа. Вследствие нерасположения князя Потёмкина оставил армию, тем более что и сама императрица находила, что Каменский ни к чему не годен, называя его «скучнейшим человеком в мире» (фр. un personnage le plus ennuyant du monde). Позднее Потёмкин вернул его в армию, «дабы не говорили, что вытесняет репутацию имеющего».
В начале новой русско-турецкой войны получил в командование 2-й корпус в армии Румянцева, однако начал интригу против последнего, высказывая чрезмерную угодливость Потёмкину, интрига получила огласку, и Каменский был отстранён от должности. В 1788 году назначен командиром 4-й дивизии («Запасной корпус») армии Румянцева. 19 декабря разбил турок в бою при Ганкуре. В 1789 году пожалован орденом Святого Владимира 1-й степени. В том же году, после объединения армий Румянцева и Потёмкина под командованием последнего, Каменский, не получив никакого назначения в армии Потёмкина, уехал в отпуск. Только в 1791 году вновь отправился в армию Потёмкина, но при этом вновь не получил никакого назначения. В том же году Потёмкин заболел и поручил начальство над армией генерал-поручику Каховскому. Претендовавший на пост главнокомандующего, Каменский, ссылаясь на старшинство, не захотел повиноваться последнему, за что был отмечен личной просьбой Екатерины II "быть скромнее", а в октябре отправлен в отставку.
Император Павел I приблизил к себе всех опальных противников Потёмкина и в том числе Каменского, который с 24 ноября 1796 года стал начальником Финляндской дивизии, командование которой находилось в Выборге; 4 марта 1797 года награждён орденом Святого апостола Андрея Первозванного и сделал генерал-фельдмаршалом; «того же 1797 года апреля 5 пожалован и дети прежде родившиеся и после рождающиеся и потомки … в графское Российской Империи». Во время своего недолгого пребывания в Выборге военачальник вновь проявил свой тяжёлый характер: по свидетельству генерала Ф. В. Ростопчина, он «бил офицеров и кусал солдат, порой отгрызая у них часть плоти». Уже 24 декабря Каменский вновь был уволен со службы, вследствие гибели группы лиц.
Александр I вернул Каменского из опалы и 27 августа 1802 года назначил его Санкт-Петербургским военным губернатором, однако уже 16 ноября Каменский был уволен «за мерзкие проявления своего дерзкого, жестокого и необузданного характера и неистовство, проявляемое к подчиненным».
В 1806 году вызван из своей деревни и по общему требованию назначен главнокомандующим армией, действовавшей против французов. Престарелый Державин одой приветствовал «оставший меч Екатерины, булат, обдержанный в боях». Однако, по выражению Вигеля, «последний меч Екатерины слишком долго лежал в ножнах и оттого позаржавел».
Больной старик сам чувствовал свою неспособность, но не имел мужества отказаться от назначения. Прибыв 7 декабря «в три часа по полуночи» в штаб армии, расположенный в Пултуске, он увидел печальное состояние армии и, совсем растерявшись, 14 декабря отдал приказ об отступлении. Сдав командование генералу Беннигсену, ссылаясь на болезнь, отбыл в Остроленку. Александр I осудил действия Каменского, однако из-за уважения к его чину и возрасту решил не предавать его суду, а лишь лишив его некоторых наград.

### Жизнь в Сабурове

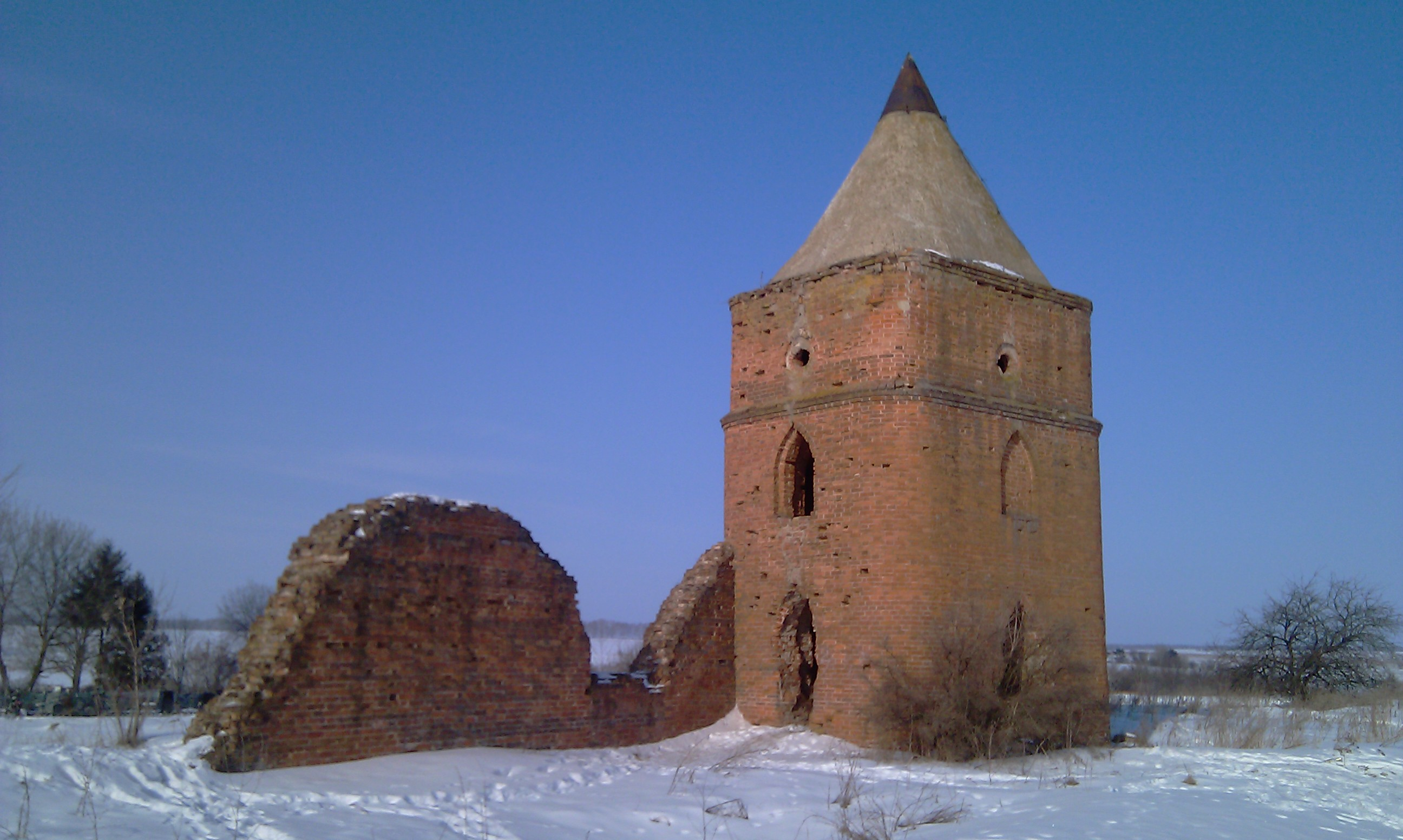
Башня, завершена кирпичным шатром и достигает в высоту 14 метров.Сабурово-Каменское

Фельдмаршалу было повелено находиться в Гродно, затем разрешено уехать в орловское поместье Сабурово-Каменское, где он слыл «неслыханным тираном». Усадебные постройки по моде конца XVIII века были стилизованы под крепостные сооружения. Убит топором одним из своих дворовых людей во время прогулки (по некоторым сведениям, крепостным мальчиком-казачком, братом его малолетней любовницы). Жуковский откликнулся на это известие элегией. На месте преступления был поставлен каменный валун весом в 300 пудов. По делу об убийстве было отправлено в Сибирь 300 человек.
Впрочем, происхождение информации о высылке 300 крепостных не понятно. Для этого пришлось бы выслать всех дворовых и всю деревню в придачу.
По словам историка Бориса Кипниса, орловское дворянство поставило условие, что, в случае осуждения убийцы по всей строгости закона, наследников фельдмаршала перестанут принимать в обществе. Поэтому осуждённого выслали в Сибирь на поселение, что наоборот являлось очень мягким наказанием, учитывая тяжесть совершённого преступления.

## Характеристика
«Остроумный живчик невысокого роста», по выражению Вигеля, Каменский отличался храбростью, энергией, решительностью и самообладанием, считался хорошим тактиком, но он мог быть только прекрасным исполнителем, а не самостоятельным начальником. Среди русских генералов выделялся образованием и обширными познаниями, в особенности по математике. Издал на свои средства «Душеньку» Богдановича и сам писал стихи. Вместе с тем в припадках гнева не знал никакой меры, подвергал телесному наказанию даже взрослого сына-офицера. Известны и откровенно анекдотические описания фельдмаршала в мемуарах и трудах исторических публицистов. Так, Валишевский описывает Каменского как генерала особенно «грубого и жестокого, кусавшего своих солдат на манёврах, вырывая у них куски мяса зубами, велевшего раздевать пленных и обливать их водой, пока они не замерзали.». Вигель же пишет, что — из подражания Суворову — «многие из генералов гнались за оригинальностью; в том числе и граф Каменский, и этою юродивостью он ещё более рождал в себе веру».
С женой фельдмаршал обращался дурно, заводил любовниц, не скрывая этого от жены. Московский дом его на Смоленском бульваре, 17, «поражал соединением азиатской роскоши с европейской утончённостью и русской распущенностью».

## Семья

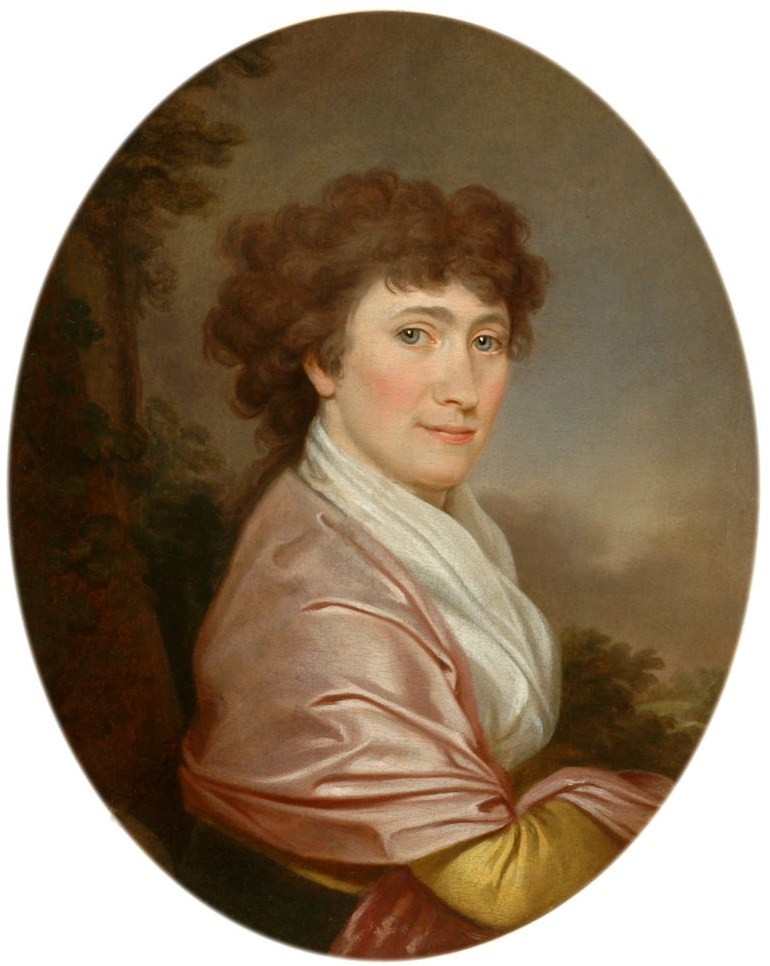
Анна Павловна Каменская

Каменский был женат на княжне Анне Павловне Щербатовой (26.09.1749—16.11.1826), дочери князя Павла Николаевича Щербатова (1716—15.09.1780) от брака его с княжной Марией Фёдоровной Голицыной (1709—1769). По свидетельству графини Блудовой, Анна Павловна «была одной из первых красавиц своего времени, благородная душой, добрая сердцем, мягкая нравом. В замужестве она не была счастлива, и деспотический характер мужа много заставлял её страдать».
Будучи статс-дамой, с начала 1800-х годов она жила отдельно от мужа, который не скрывал от неё связи с простой женщиной. Она души не чаяла в старшем сыне Сергее, а успех младшего воспринимала как несправедливость. Когда Александр I пришёл выразить ей соболезнование по поводу смерти сына Николая, она возразила: «Государь, у Вас остался старший его брат!» На исходе жизни попала в немилость с запретом появляться при дворе из-за того, что в очередной раз взбунтовались крестьяне Каменских, доведённые до отчаяния строгостью управляющего. Умерла от сердечного приступа и была похоронена в Новодевичьем монастыре. Дети:
- Сергей (1771 или 1772—1834 или 1835), генерал от инфантерии; в двух браках имел 12 детей.
- Мария (ок. 1773—1858), замужем за камергером Григорием Павловичем Ржевским
- Николай (1776/1777—1811), генерал от инфантерии.
- Анна (06.06.1783[8]—15.09.1785), похоронена в Новодевичьем монастыре.

Незаконнорождённые дети Каменского, Андрей и Пётр Менкасский, графского титула не наследовали.
Историей рода Каменских занимался крупный советский историк А. А. Зимин, происходивший от фельдмаршала по линии матери. Британская актриса Хелен Миррен является его прапраправнучкой.

## Комментарии
1. ↑  Петр Михайлович Каменский (Менкас(с)кий). Указом 24 сентября 1801 года ему было пожаловано дворянское достоинство с именем и гербом Каменского, но без графского достоинства. Как указал К. Е. Рыбак 

О Петре Михайловиче известно немного, что он «дослужился до генерала», имел «сватовство с Варварой Петровной Лутовиновой», которая после развода жила в его доме, есть версия, что он был отцом старшего брата И. С. Тургенева.
Сохранился послужной список подполковника Архангелогородского пехотного полка Петра Михайловича Каменского, возможно Петра Менкасского, из которого следует, что он родился около 1791 г. (24 года в 1815 г.), из дворян, по-российски и по-французски знает, обучался математике, истории, географии и физике. В службу вступил 25 января 1804 г. юнкером в кирасирский полк, эстандарт-юнкер (7 апреля 1804 г.), прапорщик лейб-гренадерского полка (7 сентября 1806 г.), подпоручик (23 октября 1806 г.), за отличие, оказанное в сражениях против шведов, произведен в поручики (12 декабря 1808 г.), произведён в штабс-капитаны за отличие в сражениях против турок (26 июля 1810 г.), капитан (21 февраля 1813 г.), майор (15 сентября 1813 г.), подполковник (3 марта 1813 г.). С 25 мая 1808 г. в действующей армии в Финляндии в походах против шведов, с 4 марта 1810 г. и в 1811 г. находился в Молдавской армии в походах и сражениях при Николае Михайловиче Каменском. В 1812 году был адъютантом адмирала графа П. В. Чичагова при Березине.— Рыбак К. Е. Опыт составления поколенной росписи рода графа Михаила Федотовича Каменского (XVI—XX вв.) Часть 2.)